# ماتيو كاندوليني
ماتيو كاندوليني (من مواليد 9 أكتوبر 1990) هو لاعب كرة قدم إيطالي يلعب لصالح إيه سي أردور لازاتي كظهير أيسر. إلى جانب إيطاليا، لعب كاندوليني في إنجلترا وإسبانيا.